# Anders-Persatjärnen
Anders-Persatjärnen är en sjö i Vindelns kommun i Västerbotten och ingår i Umeälvens huvudavrinningsområde. Sjön har en area på 0,0997 kvadratkilometer och ligger 235,3 meter över havet.

## Delavrinningsområde
Anders-Persatjärnen ingår i det delavrinningsområde (717660-166996) som SMHI kallar för Utloppet av Yttre Småträsket. Medelhöjden är 258 meter över havet och ytan är 16,39 kvadratkilometer. Räknas de 47 avrinningsområdena uppströms in blir den ackumulerade arean 541,01 kvadratkilometer. Åman som avvattnar avrinningsområdet har biflödesordning 3, vilket innebär att vattnet flödar genom totalt 3 vattendrag innan det når havet efter 162 kilometer. Avrinningsområdet består mestadels av skog (84 procent). Avrinningsområdet har 1,22 kvadratkilometer vattenytor vilket ger det en sjöprocent på 7,4 procent.